# Savannkondor
Savannkondor (Cathartes burrovianus) är en fågel i familjen kondorer inom ordningen kondorfåglar.

## Utseende
Savannkondoren är en stor fågel, med en vingbredd på 150–165 centimeter. Fjädrarna på kroppen är svarta och huvudet och nacken, som saknar fjädrar, är blekt orange, med röda och blå områden. Den saknar syrinx och det gör att de enda läten den kan producera är grymtningar och svaga väsningar. 

## Utbredning och systematik
Savannkondoren påträffas i Mexico, Centralamerika och Sydamerika, på låglänta grässlätter som periodisk blir blöta eller översvämmade, i sankmarker och i avskogade områden. Savanngam delas upp i två underarter med följande utbredning:
- Cathartes burrovianus burrovianus – förekommer från södra Mexiko till centrala Colombia och nordvästra Venezuela
- Cathartes burrovianus urubutinga – förekommer i Sydamerika öster om Anderna så långt söderut som Argentina och Brasilien.

Savanngamen ansågs tidigare höra till arten skogskondor men utskildes 1964 som en egen art. 

## Levnadssätt
Savannkondoren äter as och hittar djurkropparna med hjälp av synen och luktsinnet, en förmåga som är ovanlig hos fåglar. Den är beroende av att större asätare, till exempel kungskondor, gör hål i kadavrets skinn eftersom den inte har tillräckligt stark näbb för att göra det själv. Liksom andra kondorer använder savanngamen termik för att stiga och hålla sig uppe i luften med minimal ansträngning. Den lägger sina ägg på släta ytor, till exempel grottgolv eller håligheter i stubbar. 

## Bildgalleri

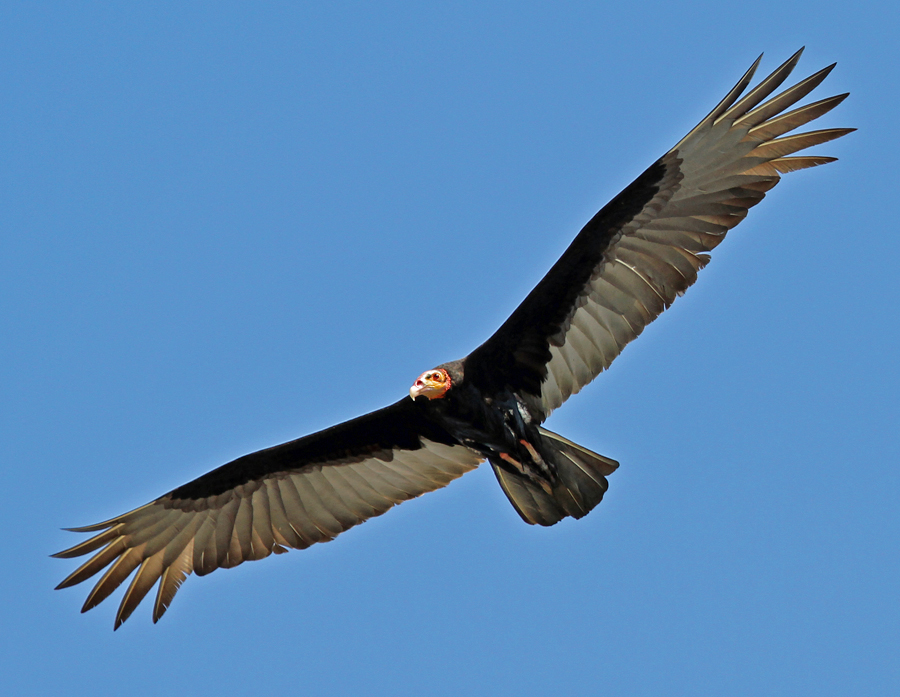

## Status och hot
Arten har ett stort utbredningsområde och en stor population med stabil utveckling och tros inte vara utsatt för något substantiellt hot. Utifrån dessa kriterier kategoriserar internationella naturvårdsunionen IUCN arten som livskraftig (LC).

## Namn
Arten kallades tidigare savanngam på svenska, men tilldelades 2024 ett nytt svenskt officiellt namn av Birdlife Sveriges taxonomikommitté för att särskilja från de ej närbesläktade gamarna i gamla världen.